# Alessio Foconi
Alessio Foconi (ur. 22 listopada 1989 w Rzymie) – włoski florecista, pięciokrotny medalista mistrzostw świata.
W 2009 roku zdobył złoto drużynowo i brąz indywidualnie na mistrzostwach świata juniorów w Belfaście.
Podczas mistrzostw świata w Lipsku w 2017 roku Włosi w składzie: Giorgio Avola, Andrea Cassarà, Alessio Foconi i Daniele Garozzo zdobyli złoty medal w zawodach drużynowych. Na rozgrywanych rok później mistrzostwach świata w Wuxi wywalczył złoto w turnieju indywidualnym. W walce finałowej pokonał Richarda Kruse'a z Wielkiej Brytanii. W turnieju drużynowym ponownie zdobył złoty medal. Drużynowo zdobył także brązowy medal na mistrzostwach świata w Budapeszcie w 2019 roku i kolejny złoty na mistrzostwach świata w Kairze w 2022 roku.
Wystartował na igrzyskach olimpijskich w Tokio w 2020 roku, gdzie był piąty w rywalizacji drużynowej, a indywidualnie zajął dziewiąte miejsce.
Zdobył też drużynowe medale mistrzostw Europy: złoty na ME w Antalyi (2022), srebrny na ME w Nowym Sadzie (2018) oraz brązowe na ME w Tbilisi (2017) i ME w Düsseldorfie (2019). Na ostatniej z tych imprez wywalczył złoto w turnieju indywidualnym.
Ponadto wywalczył złoto indywidualnie i srebro drużynowo podczas igrzysk europejskich w Baku (2015). Złoto drużynowo wywalczył również na igrzyskach europejskich w Krakowie (2023).